# Redbird Wins
Redbird Wins è un cortometraggio muto del 1914 diretto da Sydney Ayres. Prodotto dalla American Film Manufacturing Company su un soggetto di Reaves Eason, aveva come interpreti Harry von Meter, Vivian Rich, William Garwood.

## Trama
Il colonnello James Dinwidty, un gentiluomo del Sud, perde gran parte dei suoi beni al poker. Gli resta praticamente solo Redbird, un purosangue nato nel suo allevamento che non ha mai corso. Dinwidty pensa di farlo correre e di puntare tutto ciò che ha su di lui. Per trovare il denaro necessario, ricorre a Philip Pierpont, chiedendogli un prestito di 100.000 dollari e promettendogli, a fine corsa, di cedergli il cavallo sia in caso di vittoria che di sconfitta. Pierpont, innamorato di Fern, la bellissima figlia del colonnello, gli manda il denaro richiesto. Chick Mace e Ray Connors, due frequentatori dell'ambiente delle corse, conoscendo la nobile origine di Redbird, si rendono conto che la loro unica possibilità di vincere è quella di drogare il cavallo. Ma Pierpont veglia ed evita che ciò accada.

Il giorno seguente, però, il fantino di Redbird subisce un incidente e non può montare. Fern, che è l'unica altra persona a essere in piena sintonia con Redbird, monta lei il cavallo, portandolo alla vittoria. Fedele alla sua promessa, Dinwidty offre Redbird a Pierpont, che però gli risponde: "Non è Redbird che voglio, ma il tuo piccolo fantino".

## Produzione
Il film fu prodotto dall'American Film Manufacturing Company.

## Distribuzione
Distribuito dalla Mutual, il film - un cortometraggio in due bobine - uscì nelle sale cinematografiche degli Stati Uniti il 16 novembre 1914.